# Cừu Awassi

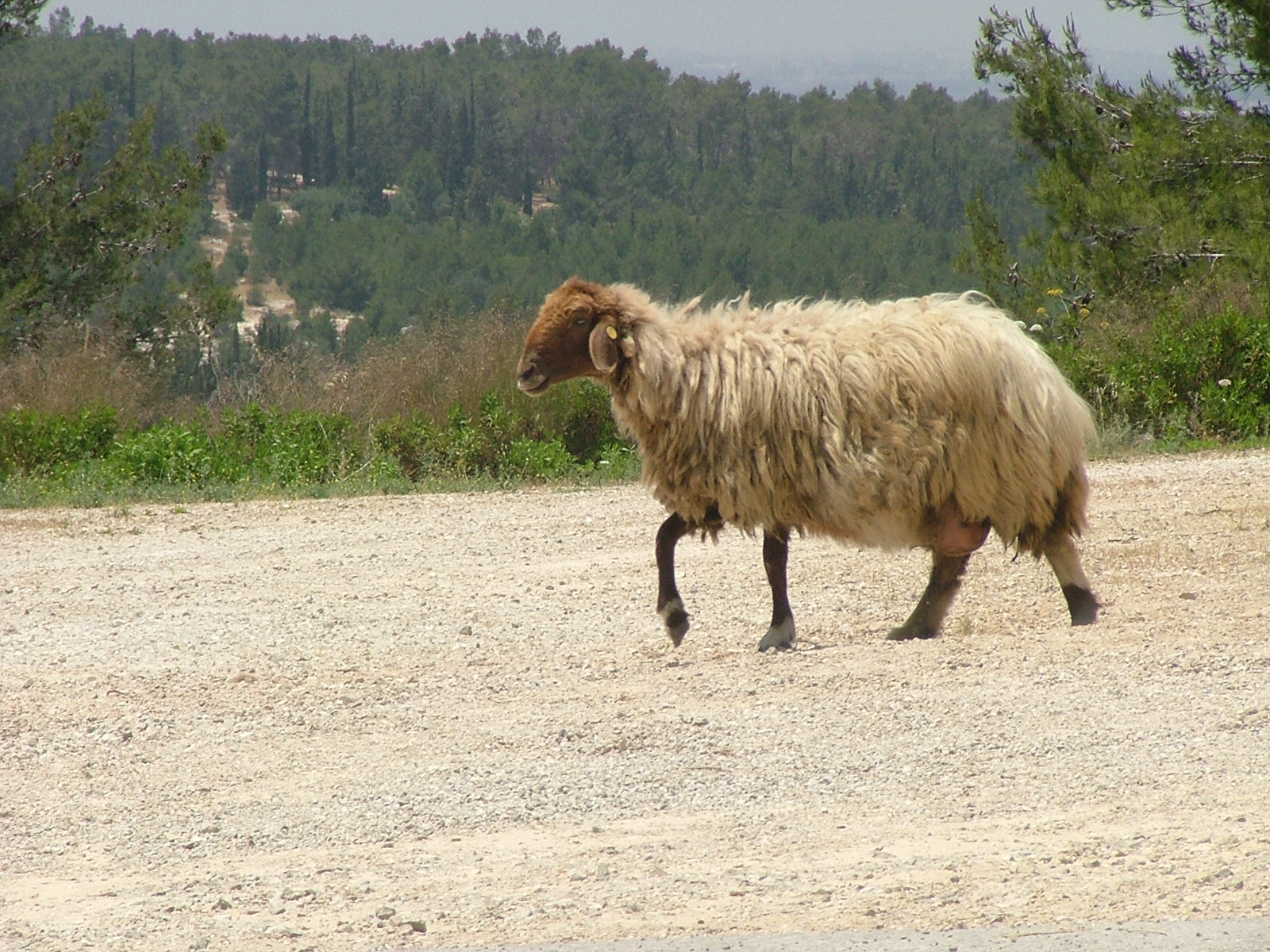
Cừu Awassi

Cừu Awassi (tiếng Ả Rập: عواسي) là một giống cừu địa phương ở Tây Nam Á có nguồn gốc ở các vùng sa mạc Ả Rập-Syria. Tên địa phương khác cũng có thể được gọi là cừu Ivesi, cừu Baladi, cừu Deiri, cừu Syria, cừu Ausi, cừu Nuami hoặc cừu Gezirieh. 

## Đặc điểm

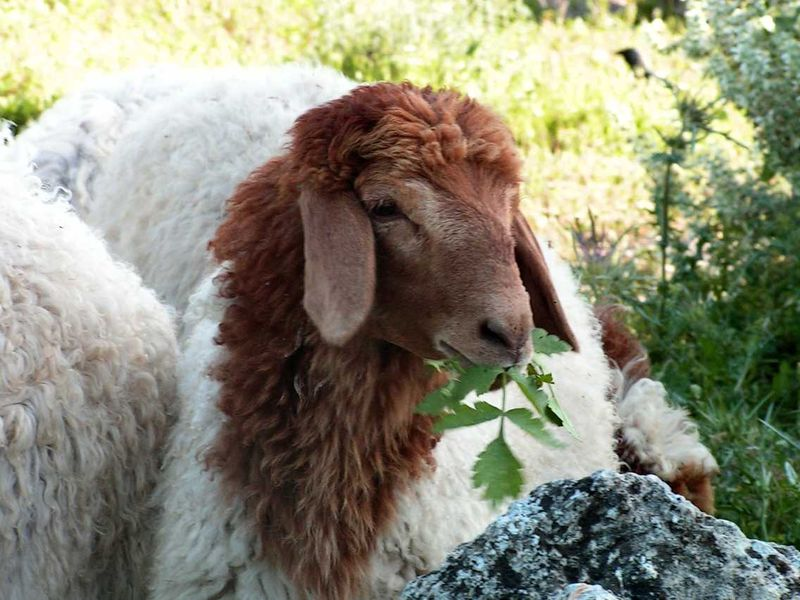

Nó là một giống cừu béo đuôi và là đa màu với màu trắng với đầu màu nâu và đôi chân (đôi khi cũng màu đen hoặc nâu). Đôi tai dài và rủ xuống. Cừu Awassi là giống cừu phổ biến nhất ở các nước Ả Rập. Đàn cừu giống Awassi là phổ biến ở hầu hết các nước Trung Đông bao gồm Ả Rập Xê Út, Jordan, Iraq, Syria, Liban, Israel và Palestine. Nó là một giống cừu rất khỏe mạnh, thích nghi tốt hơn thế kỷ sử dụng để quản lý nông thôn du mục và ít vận động hơn.
Cừu được sử dụng cho việc lấy một loạt các sản phẩm như thịt cừu, sữa cừu và len. Tuy nhiên, giống cừu này được nuôi chủ yếu cho sữa. Chúng có những đặc điểm độc đáo của sinh lý như sự đề kháng với nhiều bệnh và ký sinh trùng, có khẳ năng đi bộ xa hơn đồng cỏ để chăn thả, chịu đựng nhiệt độ cao và chịu đựng điều kiện cho ăn bất lợi. Nó dễ dàng thích nghi với các môi trường khác nhau và thực hiện cũng như trong môi trường sống bản địa của nó.
Cừu Awassi cũng thích nghi được với đồng cỏ nghèo ở Địa Trung Hải và có thể bù đắp cho thiếu dinh dưỡng trong mùa khô bằng cách sử dụng các nguồn năng lượng được lưu trữ ở cái đuôi béo mập. Chúng nuôi con khéo. Do sữa cao sản xuất tiềm năng của nó trong điều kiện khắc nghiệt, giống Awassi có thể được sử dụng như một loài giống đực trong việc cải thiện sản xuất sữa của nhiều giống cừu châu Á và châu Phi bản địa. Các giống cừu Awassi được biết đến là loài vắt sữa cao nhất sau khi các giống cừu Đông Friesian.
Trán chúng phẳng, xương mũi lồi ra, chúng có hố nước mắt, mõm của chúng mỏng, môi hoạt động, răng cửa sắc, nhờ đó chúng có thể gặm được cỏ mọc thấp và bứt được những lá thân cây mềm mại, hợp khẩu vị trên cao để ăn. Chúng có thói quen đi kiếm ăn theo bầy đàn, tạo thành nhóm lớn trên đồng cỏ. Trong da chúng có nhiều tuyến mồ hôi và tuyến mỡ hơn dê. Bởi thế chúng bài tiết mồ hôi nhiều hơn và các cơ quan hô hấp tham gia tích cực hơn vào quá trình điều tiết nhiệt.

## Lai tạo
Khả năng sinh sản được xác định bởi một hiệu ứng đa nội tiết tố, bao gồm không chỉ quan hệ tình dục và gonadotropin hocmon mà cả các hocmon giúp trao đổi chất mạnh hơn cũng rất quan trọng, bổ sung Vitamin A và cung ấp đủ thức ăn, tăng tỷ lệ đực: cái cho cừu cái đã đẻ từ một lứa trở lên cũng làm tăng khả năng sinh sản của cừu Awassi chăn thả. Cừu Romanov là giống cừu sinh sản tốt còn cừu Awassi là giống kiêm dụng, lai kết hợp giữa chúng với cừu địa phương cho kết quả rất tốt. Con lai cừu Charolais x cừu Awassi và cừu Romanov x cừu Awassi sinh trưởng tốt hơn con thuần giống cừu Awassi.
Cừu thuần cừu Awassi và cừu lai cừu Turkish Merino (Cừu Merino Thổ Nhĩ Kỳ) × Awassi (F1) có pH của thịt lúc 24 h là 5,84 và 5,80, độ dai là 3,42 kg và 2,63 kg. Kết quả trên cho thấy thịt cừu lai Turkish Merino × Awassi (F1) mềm hơn thịt cừu thuần Awassi. Cừu thuần Awassi và cừu lai cừu Turkish Merino × Awassi (F1) có pH của thịt lúc 24 h là 5,84 và 5,80, độ dai là 3,42 kg và 2,63 kg, thịt cừu lai Turkish Merino × Awassi (F1) mềm hơn thịt cừu thuần Awassi.
Để tăng khả năng sinh sản của cừu, bằng phương pháp là cho lai các giống địa phương với các giống cừu ngoại sinh sản tốt, cho thịt nhiều như các giống cừu. Khối lượng sơ sinh, khối lượng cai sữa không bị ảnh hưởng của mùa đẻ trên cừu Awassi ở Thổ Nhĩ Kỳ. Tỷ lệ cai sữa của cừu nuôi tại Ninh Thuận 83,8% nằm trong phạm vi tỷ lệ cai sữa của cừu Awassi–Thổ Nhĩ kỳ 84,6- 95,7%.Tỷ lệ % về khối lượng da ở cừu Shahabadi trưởng thành tương tự như cừu Awassi và cừu lai (Awassi X Romanov) nuôi ở Jordan.
Tỷ lệ % về khối lượng da ở cừu Shahabadi trưởng thành tương tự như cừu Awassi và cừu lai (Awassi X Romanov) nuôi ở Jordan. Phương pháp cắt thịt hay lọc thịt do nhiều người thực hiện cũng làm ảnh hưởng đến tỷ lệ thịt xẻ và gia súc không nuôi vỗ béo có tỷ lệ thịt xẻ thấp hơn gia súc nuôi vỗ béo. Tỷ lệ % về khối lượng da ở cừu Shahabadi trưởng thành tương tự như cừu Awassi và cừu lai (Awassi X Romanov) nuôi ở Jordan.

## Chăn nuôi

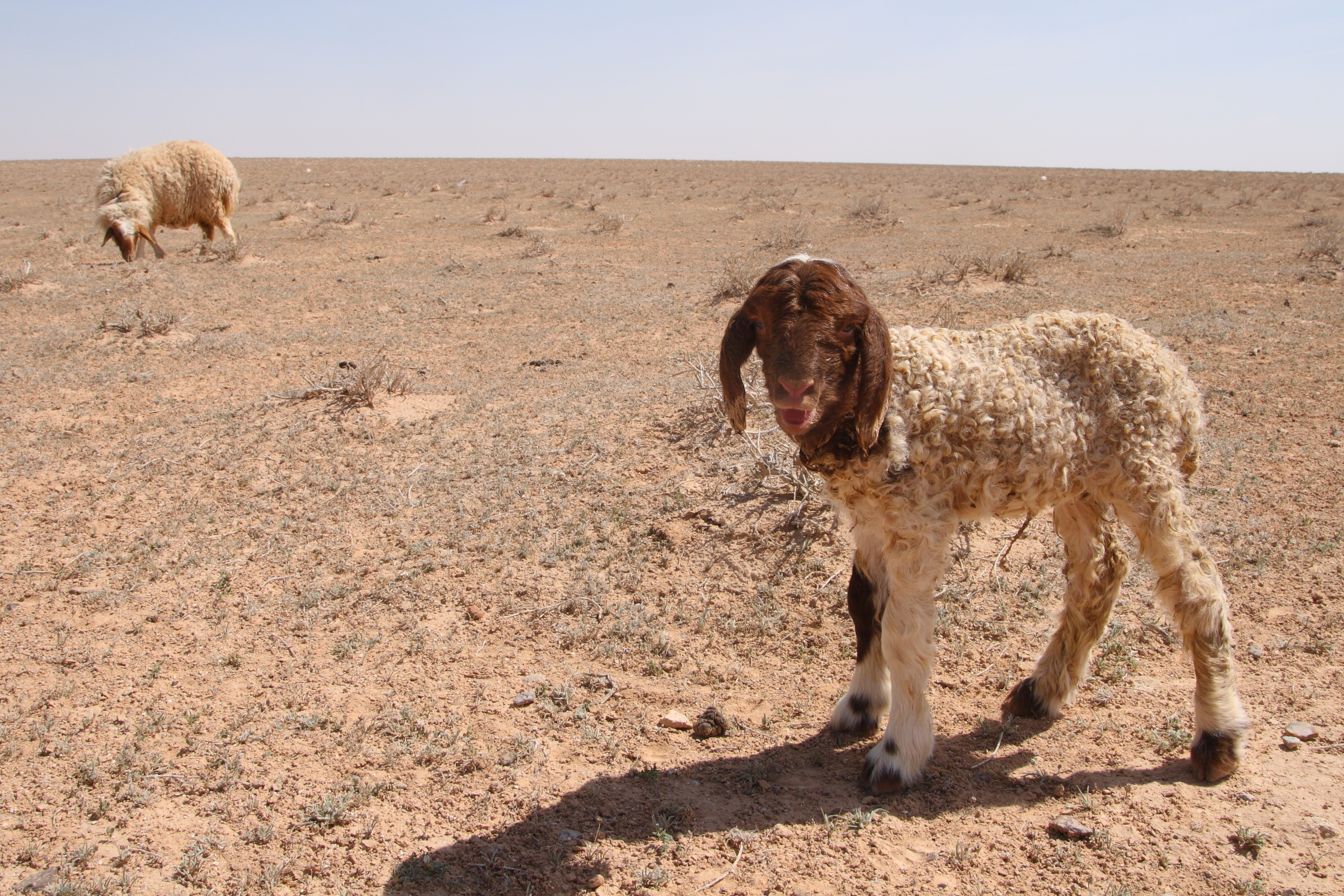

Chúng có tính bầy đàn cao nên dễ quản lý, chúng thường đi kiếm ăn theo đàn nên việc chăm sóc và quản lý rất thuận lợi. Chúng cũng là loài dễ nuôi, mau lớn, ít tốn công chăm sóc. So với chăn nuôi bò thì chúng là vật nuôi dễ tính hơn, thức ăn của chúng rất đa dạng, thức ăn của chúng là những loại không cạnh tranh với lương thực của người. Chúng là động vật có vú ăn rất nhiều cỏ.
Hầu hết chúng gặm cỏ và ăn các loại cỏ khô khác, tránh các phần thực vật có gỗ nhiều. Chúng có chế độ hoạt động ban ngày, ăn từ sáng đến tối, thỉnh thoảng dừng lại để nghỉ ngơi và nhai lại. Đồng cỏ lý tưởng cho chúng như cỏ và cây họ Đậu. Khác với thức ăn gia súc, thức ăn chính của chúng là cỏ khô, điều này thích hợp với điều kiện của các vùng sa mạc cháy bỏng xứ Ả rập.
Chúng là loài ăn tạp, có thể ăn được nhiều loại thức ăn bao gồm thức ăn thô xanh các loại như: rơm cỏ tươi, khô, rau, củ quả bầu bí các loại, phế phụ phẩm công nông nghiệp và các loại thức ăn tinh bổ sung như cám gạo ngũ cốc. Mỗi ngày chúng có thể ăn được một lượng thức ăn 15-20% thể trọng. Chúng cần một lượng thức ăn tính theo vật chất khô bằng 3,5% thể trọng. Với nhu cầu 65% vật chất khô từ thức ăn thô xanh (0,91 kg) và 35% vật chất khô từ thức ăn tinh (0,49 kg). Khi cho chúng ăn loại thức ăn thô xanh chứa 20% vật chất khô và thức ăn tinh chứa 90% vật chất khô.
Nguồn nước uống là nhu cầu cơ bản của chúng. Lượng nước cần cho chúng biến động theo mùa và loại và chất lượng thực phẩm mà chúng tiêu thụ. Khi chúng ăn nhiều trong các tháng đầu tiên và có mưa (kể cả sương, khi chúng ăn vào sáng sớm), chúng cần ít nước hơn. Khi chúng ăn nhiều cỏ khô thì chúng cần nhiều nước. Chúng cũng cần uống nước sạch, và có thể không uống nếu nước có tảo hoặc chất cặn. Trong một số khẩu phần ăn của chúng cũng bao gồm các khoáng chất, hoặc trộn với lượng ít.

## Chăm sóc

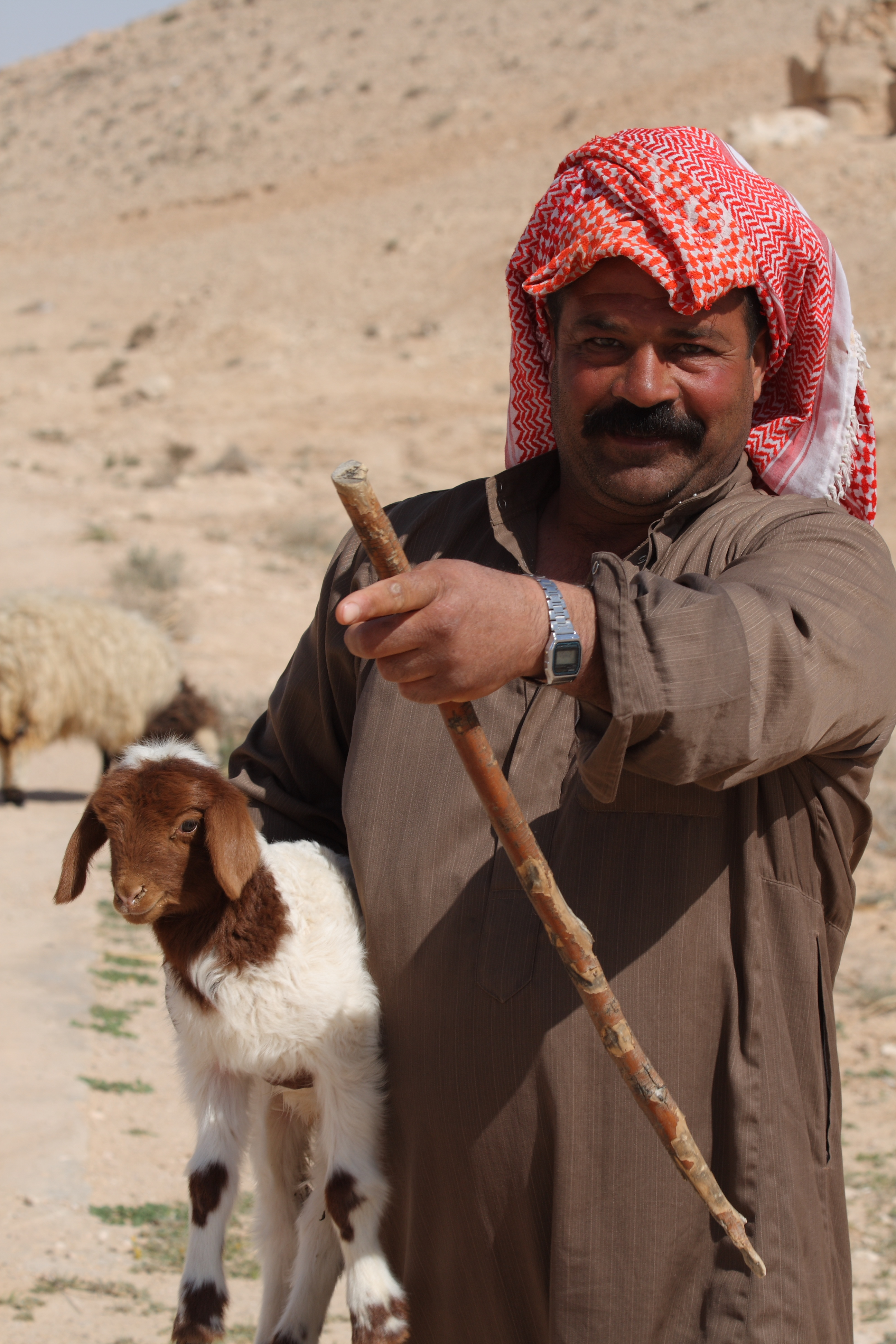
Một người chăn cừu du mục Bedouin

Sau khi cho phối giống 16-17 ngày mà không có biểu hiện động dục lại là có thể cừu đã có chửa, Căn cứ vào ngày phối giống để chuẩn bị đỡ đẻ cho cừu (thời gian mang thai của cừu 146-150 ngày) nhằm hạn chế cừu sơ sinh bị chết; Có thể bồi dưỡng thêm thức ăn tinh và rau cỏ non cho cừu có chửa nhưng tuyệt đối tránh thức ăn hôi mốc; Khi có dấu hiệu sắp đẻ (bầu vú căng, xuống sữa, sụt mông, âm hộ sưng to, dịch nhờn chảy ra, cào bới sàn…) nên nhốt ở chuồng riêng có lót ổ rơm và chăn dắt gần, tránh đồi dốc.
Thông thường cừu mẹ nằm đẻ nhưng cũng có trường hợp đứng đẻ, tốt nhất nên chuẩn bị đỡ đẻ cho cừu; Sau khi đẻ cừu mẹ tự liếm cho con. Tuy nhiên, vẫn phải lấy khăn sạch lau khô cho cừu con, nhất là ở miệng và mũi cho cừu con dễ thở. Lấy chỉ sạch buộc cuống rốn (cách rốn 4–5 cm), cắt cuống rốn cho cừu con và dùng cồn Iod để sát trùng; Giúp cừu con sơ sinh đứng dậy bú sữa đầu càng sớm càng tốt (vì trong sữa đầu có nhiều kháng thể tự nhiên); Đẻ xong cho cừu mẹ uống nước thoải mái (có pha đường 1% hoặc muối 0.5%).
Cừu con trong 10 ngày đầu sau khi đẻ cừu con bú sữa mẹ tự do; Từ 11-21 ngày tuổi cừu con bú mẹ 3 lần/ngày, nên tập cho cừu con ăn thêm thức ăn tinh và cỏ non, ngon; 80-90 ngày tuổi có thể cai sữa. Giai đoạn này phải có cỏ tươi non, ngon cho cừu con để kích thích bộ máy tiêu hóa phát triển (đặc biệt là dạ cỏ) và bù đắp lượng dinh dưỡng thiếu hụt do sữa mẹ cung cấp không đủ; Cừu sinh trưởng và phát triển nhanh, mạnh ở giai đoạn này.